# Boxe nos Jogos Pan-Americanos de 1979
As competições de boxe nos Jogos Pan-Americanos de 1979 foram realizadas em San Juan, Porto Rico. Esta foi a oitava edição do esporte nos Jogos Pan-Americanos, tendo sido disputado apenas entre os homens.

## Medalhistas
| Evento                           | Ouro              | Prata             | Bronze                               |
| -------------------------------- | ----------------- | ----------------- | ------------------------------------ |
| Peso mosca-ligeiro detalhes      | Héctor Ramírez    | Richard Sandoval  | Eduardo Burgos Gilberto Sosa         |
| Peso mosca detalhes              | Alberto Mercado   | Pedro Nolasco     | Ian Clyde Jerome Coffee              |
| Peso galo detalhes               | Jackie Beard      | Luis Pizarro      | Héctor Lazaro Santiago Caballero     |
| Peso pena detalhes               | Bernard Taylor    | Naudy Piñero      | Fernando Sosa Felipe Orozco          |
| Peso leve detalhes               | Adolfo Horta      | Roberto Andino    | Rafael Rodriguez Guillermo Fernández |
| Peso meio-médio-ligeiro detalhes | Lemuel Steeples   | Hugo Hernández    | José Aguillar Pedro Cruz             |
| Peso meio-médio detalhes         | Andrés Aldama     | Mike McCallum     | José Baret Javier Colin              |
| Peso médio-ligeiro detalhes      | José Angel Molina | James Shuler      | Francisco de Jesus Jorge Amparo      |
| Peso médio detalhes              | José Gomez        | Carlos Fonseca    | Alfred Thomas Oscar Florentín        |
| Peso meio-pesado detalhes        | Tony Tucker       | Dennis Jackson    | Patrick Fennel Clemente Ortiz        |
| Peso pesado detalhes             | Teófilo Stevenson | Narciso Maldonado | Rufus Hadley Luis Castillo           |

## Quadro de medalhas
| Posiçào | Nação                    |    |    |    | Total |
| ------- | ------------------------ | -- | -- | -- | ----- |
| 1       | CUB Cuba                 | 5  | 0  | 2  | 7     |
| 2       | USA Estados Unidos       | 4  | 2  | 2  | 8     |
| 3       | PUR Porto Rico           | 2  | 4  | 1  | 7     |
| 4       | DOM República Dominicana | 0  | 1  | 4  | 5     |
| 5       | ARG Argentina            | 0  | 1  | 2  | 3     |
| 6       | BRA Brasil               | 0  | 1  | 1  | 2     |
|         | VEN Venezuela            | 0  | 1  | 1  | 2     |
| 8       | JAM Jamaica              | 0  | 1  | 0  | 1     |
| 9       | CAN Canadá               | 0  | 0  | 2  | 2     |
|         | MEX México               | 0  | 0  | 2  | 2     |
| 11      | CHI Chile                | 0  | 0  | 1  | 1     |
|         | COL Colômbia             | 0  | 0  | 1  | 1     |
|         | ECU Equador              | 0  | 0  | 1  | 1     |
|         | GUY Guiana               | 0  | 0  | 1  | 1     |
| Total   | Total                    | 11 | 11 | 22 | 44    |